# Pen Sovan
Pen Sovan, né le 15 avril 1936 à Takeo et mort le 29 octobre 2016, est un homme d'État cambodgien, Premier ministre  en 1981.
Membre des Khmers issarak durant la guerre d'Indochine, il participe ensuite au mouvement des Khmers rouges durant la guerre civile cambodgienne. Il quitte leurs rangs dès 1974, puis, à partir de 1977, organise depuis le Viêt Nam la résistance au régime de Pol Pot.
En 1979, il intègre le gouvernement de la république populaire du Kampuchéa mis en place avec l'aide de l'armée vietnamienne, et en 1981, après avoir été un temps Premier ministre, est démis de toutes ses fonctions.

## Biographie
Pen Sovan est né le 15 avril 1936 dans le district de Tram Kak (en), province de Takeo.
En 1949, à l’âge de 13 ans, il rejoint les mouvements indépendantistes des Khmers issarak. En 1951, il adhère au Parti communiste indochinois, puis, à l’éclatement de celui-ci, au Parti révolutionnaire du peuple khmer. Il sera le secrétaire et le garde du corps d’Ung Choeun, qui deviendra plus connu plus tard sous le nom de Ta Mok.
Lorsque, à la suite des accords de Genève, le PRPK se scinde en plusieurs tendances le 18 octobre 1954, il choisit de rejoindre Hanoï avec environ 2 500 militants, alors que Ta Mok préfère prendre les maquis.
Après avoir suivi des formations dans des écoles pour les cadres du parti au Viêt Nam, Pen Sovan retourne au Cambodge en 1970 et rejoint les rangs de la résistance la République khmère, le régime de Lon Nol. En février 1971, il travaille à la radio de la résistance sous les ordres d’Ieng Thirith. Toutefois, il s’aperçoit rapidement qu’être proche des Vietnamiens n’est pas un avantage, notamment quand, en 1972, sa supérieure lui demande d’établir une liste des communistes khmers qui se sont réfugiés à Hanoï en 1954.
En 1974, alors que les khmers rouges n’ont pas encore pris le pouvoir, il quitte le Cambodge et retourne au Viêt Nam. À la fin de 1977, il essaie de regrouper les Cambodgiens vivant dans les camps le long des frontières laotienne et vietnamienne en vue de renverser le régime du Kampuchéa démocratique de Pol Pot.
Le 11 janvier 1979, le régime khmers rouges vient d’être défaits par les troupes vietnamiennes ; un gouvernement présidé par Heng Samrin se met en place à Phnom Penh où Pen Sovan est vice-président chargé de la défense et où les affaires étrangères échoient à un jeune ministre de 27 ans nommé Hun Sen. En mai 1981, le parti révolutionnaire du peuple du Kampuchéa choisit Pen Sovan comme premier secrétaire; le 27 juin 1981, il devient Premier ministre de la république populaire du Kampuchéa, nouvellement créée. Le 4 décembre 1981, il renonce à toutes ses fonctions et quitte le Cambodge pour Hanoï. Heng Samrin le remplace à la tête  du PRPK, alors que Can Sy devient Premier ministre. Officiellement, on l’a « autorisé à prendre du repos », mais on s’apercevra très vite qu’il a été en réalité mis à l’écart ; certains prétendent qu’on lui a reproché son manque d’enthousiasme à suivre les « amicales recommandations » du grand frère vietnamien, alors que d’autres pensent qu’il a aussi été victime de la lutte entre les Khmers restés à Hanoï en 1954 et les anciens khmers rouges de la région Est qui fuyaient les purges de Pol Pot. Pen Sovan sera d'après ses dires emprisonné sept ans dans les geôles vietnamiennes, puis devra passer trois autres années en résidence surveillée près de Hanoï.
En 1992, il sera enfin autorisé à retourner au Cambodge et on lui assignera une résidence à Snor, dans la province de Takeo. Deux années plus tard, en 1994, on l’autorise à devenir conseiller de l’antenne du Parti du peuple cambodgien (nouveau nom du parti révolutionnaire du peuple du Kampuchéa) de la région de Takev.
Le 26 juin 1997, il crée son propre mouvement, le parti pour le soutien national du Cambodge, qui se présente aux élections de 1998, mais ne recueille aucun siège.
Pour les élections de 2003, il avait créé avec le prince Norodom Chakrapong (en) le parti Prolung Khmer, mais n’obtint à nouveau aucun député.
Un temps proche du parti Sam Rainsy, il rejoint en 2007, le parti des droits de l'homme de Kem Sokha dont il devient le vice-président.